# Tom Mather
Tom Mather (* 1888 in Chorley, Lancashire; † 1957 in Stoke-on-Trent) war ein englischer Fußballspieler und -trainer.
Mather begann seine Trainerkarriere als Assistenztrainer bei Manchester City und Bolton Wanderers, bevor er bei Bolton die Cheftrainer Stelle von Will Settle übernahm. 1920 übernahm Mather die Trainerstelle bei Southend United. Nach nur einem Jahr wurde jedoch die Zusammenarbeit beendet. 1923 übernahm er das Traineramt bei Stoke City, mit denen er 1927 die Third Division North und 1932 die Second Division gewann. 1935 wurde er als Trainer von Newcastle United vorgestellt. Als jedoch der Zweite Weltkrieg 1939 ausbrach legte er das Amt nieder. Nach dem Krieg übernahm er den Trainerposten von Leicester City und später von Kilmarnock. Anschließend zog er nach Stoke-on-Trent und arbeitete für eine Catering Firma.
| Personendaten    | Personendaten             |
| ---------------- | ------------------------- |
| NAME             | Mather, Tom               |
| KURZBESCHREIBUNG | englischer Fußballspieler |
| GEBURTSDATUM     | 1888                      |
| GEBURTSORT       | Chorley                   |
| STERBEDATUM      | 1957                      |
| STERBEORT        | Stoke-on-Trent            |